# ENAC Alumni
ENAC Alumni (cunoscută și sub numele de INGENAC) este o asociație non-profit de absolvenți fondată în 1987 și înregistrată la Toulouse. Fondată de Robert Aladenyse.
Misiunea principală a asociației este de a dezvolta imaginea de marcă a École nationale de l'aviation civile (cunoscută și sub numele de Universitatea de Aviație Civilă Franceză), care este prima școală absolventă europeană în aviație. În 2020, reprezintă aproape 26.000 de oameni, ceea ce face din asociație cea mai mare organizație din Franța specializată în studii aeronautice.

## Istorie
Când a fost creată École nationale de l'aviation civile în 1949, ea a instruit mai întâi oficiali de la Direction générale de l'Aviation civile. La începutul anilor 1970, universitatea a început să formeze oficiali neguvernamentali pentru industria aerospațială. Numărul studenților civili crește în anii 1980, iar apoi o asociație de absolvenți trece neobservată. Robert Aladenyse (1931-2003, absolvent în 1964) a decis în 1987 să creeze o organizație non-profit pentru absolvenții Diplôme d'ingénieur, numită INGENAC. În anii 2000, dezvoltarea cursurilor de Master și Mastère Spécialisé în Franța a încurajat asociația să primească și să reprezinte acești noi studenți.
La 1 ianuarie 2010, ENAC a fuzionat cu SEFA și a devenit cea mai mare universitate de inginerie aeronautică din Europa. Prin urmare, INGENAC a decis să-și schimbe numele pentru a deveni ENAC Alumni, reunind toate gradele din École nationale de l'aviation civile. Acesta va intra în vigoare în martie 2012.
ENAC Alumni este membru al Conférence des grandes écoles.

## Legături externe
- ENAC Alumni